# بوبروونگکی
بوبروونگکی (به لهستانی:  Bobrowniki) یک روستا در لهستان است که در گمینا بوبروونگکی (استان کویافسکو-پومورسکی) واقع شده‌است. بوبروونگکی ۹۸۰ نفر جمعیت دارد.